# Militära grader i Paraguay
Militära grader i Paraguay visar den militära rangordningen i Paraguays försvarsmakt; armén, marinen och flygvapnet.

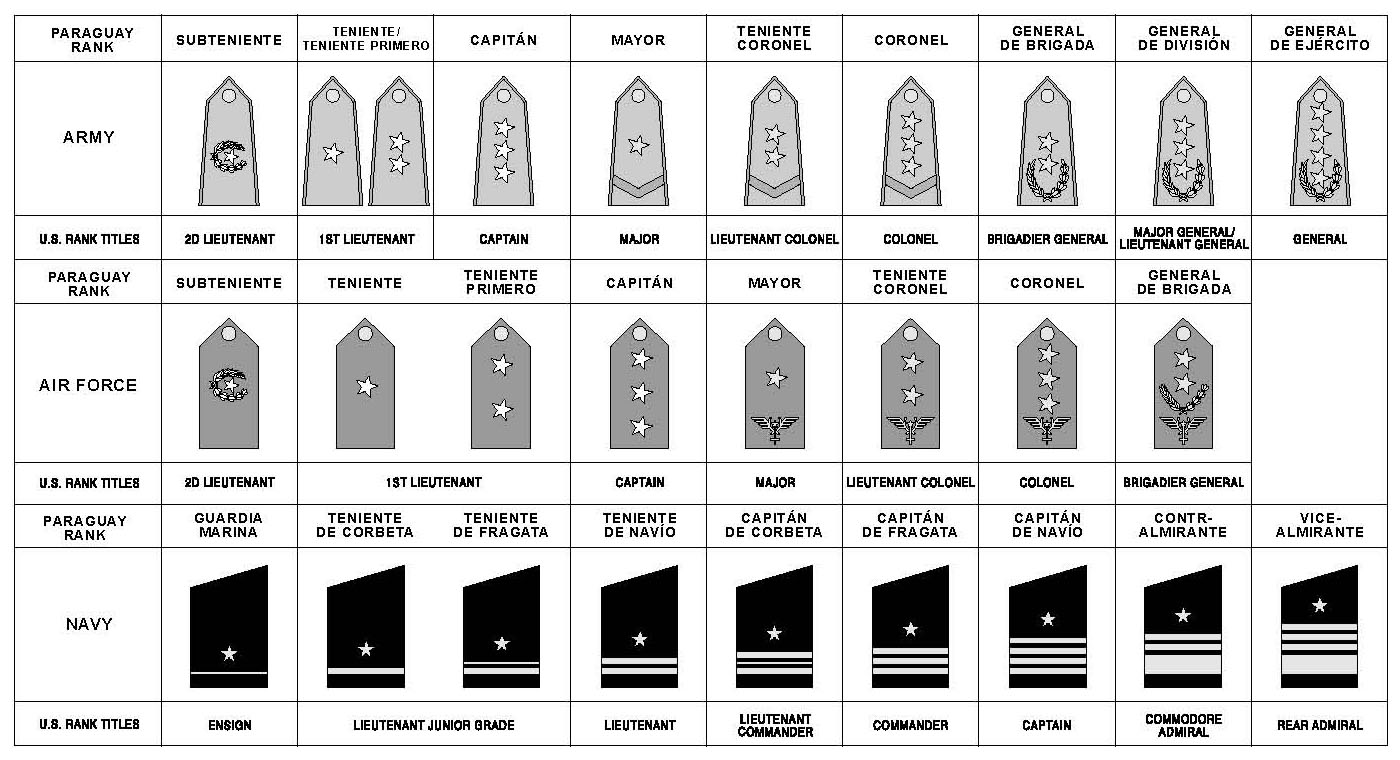
Officersgrader med översättning till motsvarande grader i den amerikanska försvarsmakten.

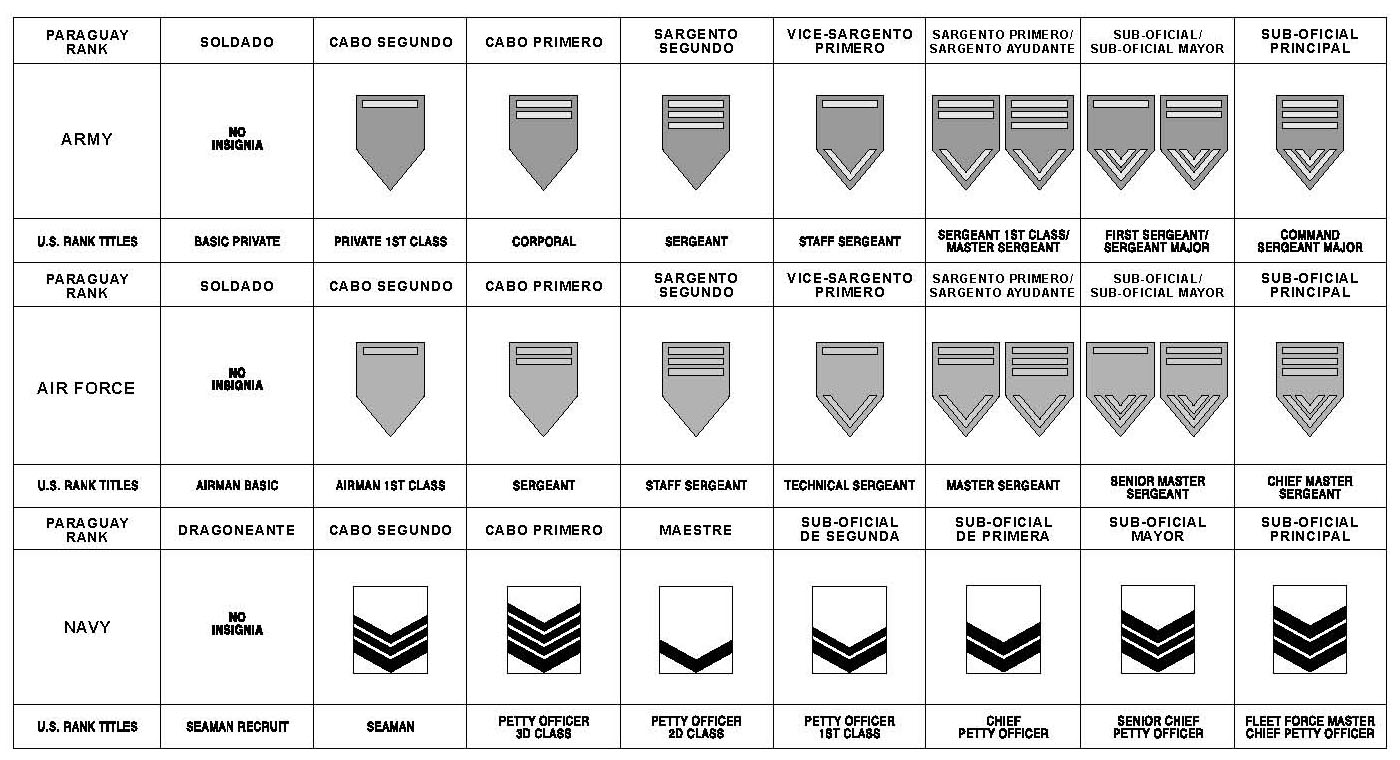
Underofficers- och manskapsgrader med översättning till motsvarande grader i den amerikanska försvarsmakten.